# Mallenahalli, Mandya
Mallenahalli là một làng thuộc tehsil Mandya, huyện Mandya, bang Karnataka, Ấn Độ.